# NGC 7544
NGC 7544 је лентикуларна галаксија у сазвежђу Рибе која се налази на NGC листи објеката дубоког неба.
Деклинација објекта је - 2° 11' 56" а ректасцензија 23h 14m 56,9s. Привидна величина (магнитуда) објекта NGC 7544 износи 15,1 а фотографска магнитуда 16,1. NGC 7544 је још познат и под ознакама NPM1G -02.0508, PGC 70811.